# NGC 1031
NGC 1031 è una vasta galassia a spirale barrata situata nella costellazione dell'Orologio, a una distanza di circa 265 milioni di anni luce dalla nostra Via Lattea.

## Scoperta
La galassia è stata scoperta l'11 settembre 1836 dall'astronomo britannico John Herschel.

## Gruppo di ESO 154-10
NGC 1031 fa parte di un  terzetto di galassie noto come Gruppo di ESO 154-10. La terza galassia del trio è NGC 1136.